# Lutas nos Jogos Olímpicos de Verão de 1912
A luta nos Jogos Olímpicos de Verão de 1912 foi realizada em Estocolmo, Suécia, com cinco eventos disputados. A luta livre ficou fora dessa edição dos Jogos e somente a luta greco-romana foi disputada. Um fato curioso marcou a disputa de wrestling em 1912: na categoria até 82,5 kg a luta decisiva não se definia passadas nove horas de combate. A luta terminou em empate e nenhum dos lutadores recebeu a medalha de ouro, dividindo a prata.

## Luta greco-romana - 60 kg
| Pos. | País            | Atletas          |
| ---- | --------------- | ---------------- |
|      | Finlândia (FIN) | Kaarlo Koskelo   |
|      | Alemanha (GER)  | Georg Gerstäcker |
|      | Finlândia (FIN) | Otto Lasanen     |

## Luta greco-romana - 67,5 kg
| Pos. | País            | Atletas          |
| ---- | --------------- | ---------------- |
|      | Finlândia (FIN) | Emil Väre        |
|      | Suécia (SWE)    | Gustaf Malmström |
|      | Suécia (SWE)    | Edvin Matiasson  |

## Luta greco-romana - 75 kg
| Pos. | País            | Atletas          |
| ---- | --------------- | ---------------- |
|      | Suécia (SWE)    | Claes Johanson   |
|      | Rússia (RUS)    | Martin Klein     |
|      | Finlândia (FIN) | Alfred Asikainen |

## Luta greco-romana - 82,5 kg
| Pos. | País            | Atletas        |
| ---- | --------------- | -------------- |
|      | -               | nenhum         |
|      | Suécia (SWE)    | Anders Ahlgren |
|      | Finlândia (FIN) | Ivar Böhling   |
|      | Hungria (HUN)   | Varga Béla     |

## Luta greco-romana - acima de 82,5 kg
| Pos. | País            | Atletas      |
| ---- | --------------- | ------------ |
|      | Finlândia (FIN) | Yrjö Saarela |
|      | Finlândia (FIN) | John Olin    |
|      | Dinamarca (DEN) | Søren Jensen |

## Quadro de medalhas da luta
| Ordem | País          | Medalha de ouro | Medalha de prata | Medalha de bronze | Total |
| ----- | ------------- | --------------- | ---------------- | ----------------- | ----- |
| 1     | FIN Finlândia | 3               | 2                | 2                 | 7     |
| 2     | SWE Suécia    | 1               | 2                | 1                 | 4     |
| 3     | GER Alemanha  | 0               | 1                | 0                 | 1     |
| 3     | RUS Rússia    | 0               | 1                | 0                 | 1     |
| 5     | DEN Dinamarca | 0               | 0                | 1                 | 1     |
| 5     | HUN Hungria   | 0               | 0                | 1                 | 1     |